# Верхний Иремель
Верхний Иремель — река в России, протекает по границе Челябинской области и Республики Башкортостан. Устье реки находится в 619 км по левому берегу реки Миасс (пруд № 841). Длина реки составляет 29 км, площадь водосборного бассейна 261 км². В 13 км от устья справа впадает река Нижний Иремель.
Высота истока — 613 м над уровнем моря.

## Данные водного реестра
По данным государственного водного реестра России относится к Иртышскому бассейновому округу, водохозяйственный участок реки — Миасс от истока до Аргазинского гидроузла, речной подбассейн реки — Тобол. Речной бассейн реки — Иртыш.
Код объекта в государственном водном реестре — 14010500812111200003428.